# Salomé Alexandra
Salomé Alexandra o Salomé (en grec antic: Σαλώμη) va ser l'esposa del gran sacerdot Aristòbul I i a la seva mort, l'any 103 aC va alliberar els seus cunyats, germans d'Aristòbul, els quals aquest havia engarjolat, i va cedir el tron al més gran, Alexandre Janeu. Potser és la mateixa Alexandra que es va casar amb Janeu, encara que alguns historiadors ho discuteixen, ja que Hircà II, fill de Janeu i Alexandra, tenia més de 80 anys quan va morir l'any 30 aC i, per tant, hauria d'haver nascut abans de la mort d'Aristòbul.
A la mort d'Alexandre Janeu el 76 aC, va assolir la regència del seu fill Hircà II, regència que el seu marit li havia deixat en testament, i va governar fins al 69 aC o 68 aC. El seu govern va ser completament pacífic. A la seva mort Hircà II va poder ocupar personalment el govern però va haver de fer front a la revolta del seu germà Aristòbul II.